# 삼성 딜라이트
삼성 딜라이트(Samsung D'light)는 삼성전자가 2008년 12월 3일에 개관한 홍보관이다. 대한민국 서울특별시 서초구 삼성타운 삼성전자 빌딩 1층에 자리하고 있는 삼성 딜라이트는 삼성전자의 최신 기술과 서비스를 통해 미래를 체험하는 전시 공간이다. 삼성 딜라이트에서는 1층과 2층에 걸쳐 ‘Live Your Tomorrow(삼성전자가 제사하는 미래의 가능성)’를 주제로 자신의 가능성을 발견하고 즐거움이 가득한 미래의 라이프 스타일을 체험해볼 수 있다.
지금은 운영을 하지않는다